# Kanton La Seyne-sur-Mer
Kanton Seyne-sur-Mer is een voormalig kanton van het Franse departement Var. Kanton Seyne-sur-Mer maakte deel uit van het arrondissement Toulon en telde 37.026 inwoners (1999). Het werd opgeheven bij decreet van 27 februari 2014, met uitwerking op 22 maart 2015.

## Gemeenten
Het kanton La Seyne-sur-Mer omvatte enkel een deel van de gemeente La Seyne-sur-Mer.